# Hans Gross

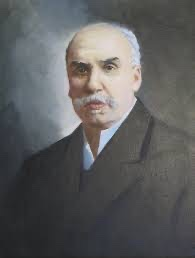
Hans Gustav Gross był sędzią śledczym i prawnikiem, którego powszechnie uważa się za prekursora kryminalistyki.

Hans Gustav Adolf Gross (Groß, Grosz) (ur. 26 grudnia 1847 w Grazu, zm. 9 grudnia 1915 w Grazu) – austriacki sędzia śledczy, kryminolog, założyciel Instytutu Kryminalistycznego w Grazu, uznawany za twórcę kryminalistyki.
Od daty wydania jego książki Handbuch für Untersuchungsrichter, Polizeibeamte, Gendarmen, u.s.w. (Podręcznik dla sędziów śledczych, urzędników policyjnych, żandarmów itd., 1893) przyjmuje się początek nauki kryminalistyki (w późniejszych wydaniach tytuł tego dzieła skrócono do Handbuch der Kryminalistik). Znaczenie podręcznika polegało przede wszystkim na tym, że łączyło ono w jeden system niezintegrowane wówczas różne dyscypliny naukowe mogące z powodzeniem służyć zwalczaniu przestępczości. Niektóre z nich Gross zaadaptował dla potrzeb śledztwa, jak choćby fotografię kryminalistyczną.
Jego jedynym synem był Otto Gross.